# Psaume LXXX
Prête l'oreille, toi qui pais Israël
Le Psaume LXXX op. 37 pour ténor solo, chœur et orchestre, est une œuvre d'Albert Roussel.

## Présentation
Le Psaume LXXX de Roussel est composé d'avril au 31 août 1928 et dédié à Élisabeth de Belgique.
La version originale de l’œuvre repose sur le texte de l'Ancien Testament tel qu'il figure dans la traduction de la Bible utilisée par l'Église anglicane (ce qu'on appelle la King James Version). En effet, la partition répondait à la commande d'un éditeur américain, Birchard, sur recommandation d'Edgard Varèse, et Roussel trouvait la version anglaise supérieure « au point de vue de la puissance et de l'accent ». Pour la version française, qui suivit peu après, le compositeur a adopté avec quelques retouches le texte qu'on lit dans la Bible publiée par Louis Segond, d'un usage très courant à l'époque. 
La création a lieu à l'Opéra de Paris le 25 avril 1929, par l'Orchestre Lamoureux dirigé par Albert Wolff, à l'occasion d'un festival destiné à célébrer le soixantième anniversaire du musicien. La partie de ténor était tenue par Georges Jouatte, les chœurs étant ceux de la Schola Cantorum de Nantes.
La durée moyenne d'exécution de l’œuvre est de vingt-trois minutes environ.

## Instrumentation
Le Psaume LXXX est écrit pour ténor solo, chœur mixte et orchestre symphonique :
| Instrumentation du Psaume LXXX                                                                               |
| Bois |
| 1 piccolo, 2 flûtes, 2 hautbois, 1 cor anglais, 2 clarinettes, 1 clarinette basse, 2 bassons, 1 contrebasson |
| Cuivres |
| 4 cors, 4 trompettes, 3 trombones, 1 tuba                                                                    |
| Percussions                                                                                                  |
| 4 timbales, triangle, tam-tam, tambour, cymbales, grosse caisse                                              |
| Claviers / cordes pincées                                                                                    |
| harpe |
| Cordes |
| premiers violons, seconds violons, altos, violoncelles, contrebasses                                         |

## Structure et analyse
Le Psaume relève du genre de la symphonie chorale, et est organisé en plusieurs parties, quatre ou cinq selon les commentateurs :
- Maestoso ( = 84) à 
[7] ; qui « s'ouvre sur des accords bitonaux en lesquels le chœur immisce à trois reprises son implorant « Give ear »[4] » ;
- Andante ( = 60)[7] ; « pastorale apaisée[4] », qui fait intervenir pour la première fois le ténor[5] ;
- Andantino ( = 72)[8] ; des vocalises au chœur viennent en soutien de l'invocation du ténor[5] et se complexifient progressivement[4] ; après un sommet lyrique et un calme interlude orchestral s'enchaîne brutalement un Allegro molto à 
 qui tient lieu de scherzo, dans lequel « la violence rythmique atteint à son paroxysme[5] » ;
- Allegro moderato ( = 116) à 
[8] ; court et « d'une exaltante vigueur[5] » ;
- Moderato ( = 96) à 
[8] ; ouvert par les cuivres, c'est un « épisode de prière énoncée par le ténor[4] » (« Let thy hand »), avant que s'enchaîne un allegro deciso ( = 144) à 
 qui annonce le final, sous forme fuguée[5]. Enfin, dans un pianissimo a cappella, « le chœur conclut par le motif exposé sur un accord de si majeur : « Turn us again, O Lord »[4] », le tout finissant « en pleine paix[5] ».

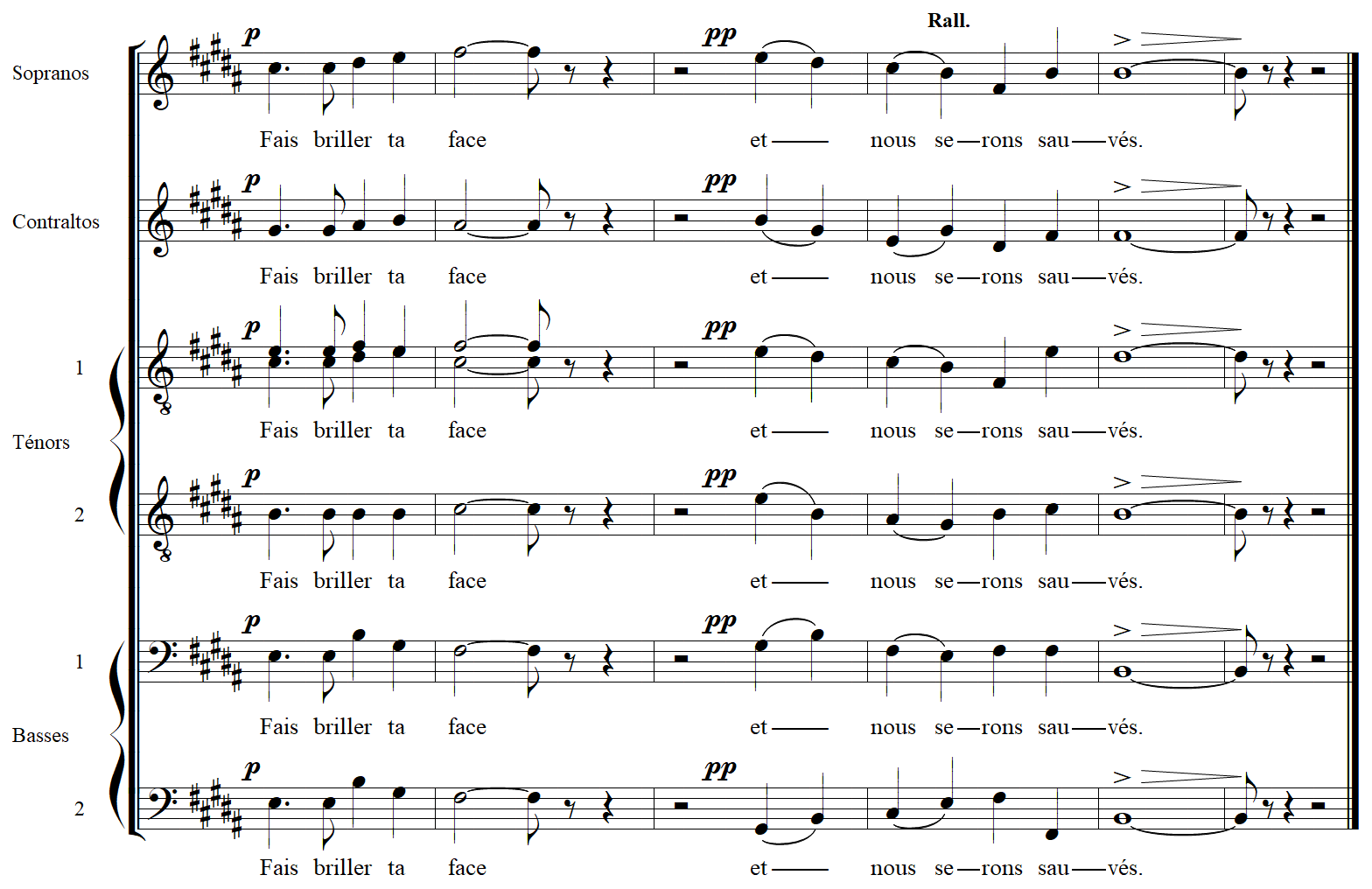
Six dernières mesures du Psaume LXXX.

Le musicologue Harry Halbreich considère que la partition est un chef-d’œuvre, « l'une des plus puissantes architectures jaillies de la plume de son auteur ».
Le Psaume LXXX porte le numéro d'opus 37 et, dans le catalogue des œuvres du compositeur établi par la musicologue Nicole Labelle, le numéro L 40.

## Discographie

### Version originale en anglais
- Arley Reece (ténor), Chœurs et Orchestre Colonne sous la dir. de Carla Maria Tarditi (27/11/1989, enregistrement public) – Cybelia ;
- Benjamin Butterfield (ténor), Europa Chor Akademie et Orchestre Philharmonique du Luxembourg sous la dir. de Bramwell Tovey (05/2004) – Timpani 1C1082[9].

### Version en français
- Michel Sénéchal (ténor), Chœurs de l'Université de Paris et Orchestre de la Société des Concerts du Conservatoire sous la dir. de Georges Tzipine (12/1954) – Columbia ;
- John Mitchinson (ténor), Chorale Stéphane Caillat et Orchestre de Paris sous la dir. de Serge Baudo (12/1969 et 3/1970) – EMI ; réédité dans Albert Roussel Edition, CD 6, Erato 0190295489168, 2019[10].